# Фриско (Техас)
Фри́ско (англ. Frisco) — город в США, пригород Далласа. Расположен в северо-восточной части штата Техас на границе округов Дентон и Коллин.
Население — 116 989 чел. по оценке на 2010 год, по оценке Бюро переписи США в 2018 году в городе проживало 165 700 человек. В 2009 году Фриско был признан самым быстрорастущим городом США, а также самым быстрорастущим с 2010 по 2016 год. Как и многие другие города к северу от Далласа является спальным районом, преобладающее число жителей которого работают в Метроплексе.
В 2003 году Национальный фонд древонасаждения присвоил городу звание одного из «Городов деревьев США», а в 2007 году Фриско в третий раз подряд стал лауреатом премии роста этого же фонда. Эта награда признает улучшение состояния окружающей среды и призывает общество к более тщательному уходу за деревьями и их сохранностью. В 2007 году Forbes назвал Фриско седьмым пригородом в Соединенных Штатах по скорости роста. В 2011 году компания CNN назвала Фриско в числе «лучших мест для жизни» в США, а Forbes назвал город седьмым в своем списке «25 лучших мест США для переезда».

## История
Первые поселенцы добрались до места, на котором расположен город, на обозах по старой дороге Шоуни (англ. Shawnee Trail). Эта дорога также использовалась для перегона скота к северу от Остина. Позже дорога получила название Престон, а сейчас она также известна как автомагистраль 289 штата Техас. Престон-роуд является одним одной из старейших дорог в Техасе, пролегающих с севера на юг. Вдоль дороги была создана община Лебанон (англ. Lebanon), получившая своё почтовое отделение в 1860 году. В 1902 в районе общины была построена железнодорожная линия Сент-Луис—Сан-Франциско. Из-за потребности паровозов в воде, линию провели не по холму Престон, где располагалось поселение, а в шести километрах к западу, в низине, чтобы построить колодец. Община начала расти вокруг новой остановки поезда, жители Лебанона фактически перевезли свои дома с помощью бревен. Новый город был первоначально назывался Эмерсон, но это имя было отклонено почтовой службой США как слишком похожее на другой техасский город. В 1904 году жители выбрали название Фриско-Сити (сокращение от Сан-Франциско) в честь проходящей мимо железной дороги, позже название было упрощено до нынешнего.

## География
Фриско находится в центральной части округа, его координаты: 33°09′20″ с. ш. 96°49′21″ з. д..
Согласно данным Бюро переписи населения США, площадь Фриско составляет около 177,9 км2, из которых 176,4 занято сушей, а 1,4 км2 — водная поверхность.

### Климат
Во Фриско преобладает субтропический океанический климат, самым тёплым месяцем является август, максимальная температура была зарегистрирована в 1936 году и составляла 48 °C. Самым холодным месяцем является январь. Минимальная температура была зарегистрирована в 1930 году и составляла -22 °C. Наибольшее количество осадков выпадает в мае.
| Показатель                    | Янв. | Фев. | Март  | Апр. | Май   | Июнь  | Июль | Авг. | Сен. | Окт.  | Нояб. | Дек. |
| ----------------------------- | ---- | ---- | ----- | ---- | ----- | ----- | ---- | ---- | ---- | ----- | ----- | ---- |
| Абсолютный максимум, °C       | 31   | 35   | 36    | 38   | 41    | 42    | 44   | 48   | 43   | 37    | 34    | 32   |
| Средний суточный максимум, °C | 11   | 13   | 17    | 22   | 26    | 30    | 33   | 34   | 29   | 23    | 17    | 12   |
| Средний суточный минимум, °C  | −1   | 1    | 6     | 11   | 16    | 20    | 22   | 21   | 17   | 11    | 6     | 1    |
| Абсолютный минимум, °C        | −22  | −21  | −14   | −11  | −3    | 7     | 10   | 4    | 4    | −9    | −12   | −20  |
| Норма осадков, мм             | 66,8 | 83,6 | 103,1 | 93,7 | 145,3 | 113,8 | 61,7 | 48,3 | 77,0 | 109,5 | 97,8  | 77,5 |
| Источник: The Weather Channel |      |      |       |      |       |       |      |      |      |       |       |      |

## Население
Согласно переписи населения 2010 года, в 2010 году в городе проживали 116 989 человек, 39 901 домохозяйство, 31 226 семей. Расовый состав города: 75 % — белые, 8,1 % — чернокожие, 0,5 % — коренные жители США, 10 % — азиаты, 0,0004 % — жители Гавайев или Океании, 3,3 % — другие расы, 3,1 % — две и более расы. Число испаноязычных жителей любых рас составило 12,1%.
Из 39 901 домохозяйства, в 50,1 % проживают дети младше 18 лет. В 67 % случаев в домохозяйстве проживают женатые пары, 8,1 % — домохозяйства без мужчин, 21,7 % — домохозяйства, не составляющие семью. 17,5 % домохозяйств представляют из себя одиноких людей, 2,8 % — одиноких людей старше 65 лет. Средний размер домохозяйства составляет 2,93 человека. Средний размер семьи — 3,35.
35,1 % населения города младше 20 лет, 29,0 % находятся в возрасте от 20 до 39, 30,6 % — от 40 до 64, 5,4 % — 65 лет и старше. Средний возраст составляет 33,9 лет.
Согласно данным пятилетнего опроса 2018 года, средний доход домохозяйства во Фриско составляет 127 133 доллара США в год, средний доход семьи — 144 097 долларов. Доход на душу населения в городе составляет 52 378 долларов США. Около 2,8 % семей и 3,6 % населения находятся за чертой бедности. В том числе 3 % в возрасте до 18 лет и 5,9 % в возрасте 65 и старше.

## Экономика
Как и в других пригородах Далласа, во Фриско находится большое количество торговых объектов, в том числе торговый центр Stonebriar(открыт в августе 2000 года), в котором находятся 165 торговых точек, IKEA(открыт в 2005 году), мебельный магазин с площадью 28 800 м2. Цепь розничных торговых точек и ресторанов находятся вдоль Престон-роуд, которая является одной из главных дорог, проходящих с севера на юг в городе.
В отличие от многих соседних городов, часть процентов местного налога с продаж направляются на финансирование Корпорации экономического развития Фриско (FEDC), а не региональной транспортной компании DART. Эффективность этой корпорации, чья основная цель заключается в перераспределении налоговых денег на поддержку коммерческих предприятий, активно дискутируется в обществе.
Город построил площадь Фриско, предназначенную стать новым даунтауном города. На площади располагаются около 250 съемных апартаментов, семь ресторанов, около 3700 м2 коммерческих помещений и несколько предприятий сферы услуг. Важными зданиями в комплексе являются новая мэрия, главная библиотека и общественный фонда. В декабре 2010 года был открыт кинотеатр сети Cinemark, а в 2012 году к северу от кинотеатра был построен медицинский центр Forest Park.

### Крупные компании в городе
- Equifax
- Fiserv[англ.]
- The Hartford
- MillerCoors[англ.]
- Oracle
- Sanyo

Согласно ежегодному полному финансовому отчёту города Фриско за 2012 год, крупнейшими работодателями в городе являются:
| #  | Работодатель                           | Число сотрудников | % от общего числа работающих |
| -- | -------------------------------------- | ----------------- | ---------------------------- |
| 1  | Независимый школьный округ Фриско      | 6970              | 7,55%                        |
| 2  | Город Фриско                           | 1584              | 1,72%                        |
| 3  | Amerisource Bergen Specialty Group     | 1450              | 1,57%                        |
| 4  | Confier                                | 1150              | 1,25%                        |
| 5  | T-Mobile US                            | 760               | 0,82%                        |
| 6  | Baylor Medical Center                  | 642               | 0,70%                        |
| 7  | Mario Sinacola & Sons Excavating       | 603               | 0,65%                        |
| 8  | Oracle                                 | 500               | 0,54%                        |
| 9  | Baylor Scott White/Centennial Hospital | 490               | 0,53%                        |
| 10 | Колледж Коллин                         | 429               | 0,46%                        |

## Местное управление
Во Фриско имеется система самоуправления. Избиратели Фриско приняли первый устав «о самоуправлении» в 1987 году. В мае 2002 года жители Фриско проголосовали за пересмотр устава и утвердили 19 поправок.
Формой правления в городе является связка городского совета и сити-менеджера. Городской совет состоит из мэра и шести членов городского совета, избираемых всеми жителями города. В обязанности членов совета входят принятие местных постановлений, принятие бюджета города, определения политик, а также назначение сити-менеджера и городского секретаря.
Согласно ежегодному полному финансовому отчёту за 2012 год, доходы города составили 524,7 млн. долларов США, расходы — 376,4 млн. долларов, общий объем активов составил 2652,5 миллионов, общий объем обязательств составил 941,1 млн. долларов.
Структура управления городом и городскими службами выглядит следующим образом:
| Должность                                   | Исполняющий обязанности |
| ------------------------------------------- | ----------------------- |
| Сити-менеджер                               | Джордж Пьюрфой          |
| Городской прокурор                          | Ричард Эбернати         |
| Городской секретарь                         | Дженни Пэйдж            |
| Заместитель сити-менеджера                  | Генри Хилл, III         |
| Помощник сити-менеджера                     | Нелл Лэндж              |
| Помощник сити-менеджера                     | Рон Паттерсон           |
| Директор по связям с общественностью        | Дана Бэйрд              |
| Директор инженерных услуг                   | Пол Книппел             |
| Финансовый директор                         | Анита Котран            |
| Начальник пожарной охраны                   | Марк Пирланд            |
| Начальник отдела кадров                     | Лорен Сафранек          |
| Директор информационных технологий          | Курт Балоу              |
| Директор библиотек                          | Шелли Холли             |
| Директор парков и зон отдыха                | Рик Уайленд             |
| Директор по развитию региона                | Джон Леттелеир          |
| Начальник полиции                           | Джон Брюс               |
| Директор общественных работ                 | Гари Хартуэлл           |
| Президент отдела экономического развития    | Джеймс Гэнди            |
| Исполнительный директор туристического бюро | Марла Роу               |

## Образование

### Школы
Большая часть школ города находится под управлением независимого школьного округа Фриско, остальные школы управляются округами Льюисвилл, Литл-Элм или Проспер.
В независимом округе Фриско находятся 9 старших школ, шестнадцать средних и сорок начальных школ. Ещё одна старшая, одна средняя и две начальных школы планируются к открытию осенью 2017 года
Округ также располагает Центром технического образования и карьеры, в котором студенты старших классов могут попробовать себя в разных профессиях, от ветеринара до сотрудника рекламного агентства или дизайнера.

### Колледжи и университеты
Колледж округа Коллин открыл свой филиал в городе в августе 1995 года.
Баптистский университет Далласа открыл региональный центр в январе 2006 года.
Эмбертонский университет также имеет филиал во Фриско.
Далласский университет перевёл кампус из Кэрролтона во Фриско.
Техасский университет в Арлингтоне представлен в городе кампусом MBA.
Университет Северного Техаса также предоставляет возможность брать курсы MBA во Фриско.

## Спорт и отдых
В городе находится «Атлетический центр Фриско» (англ. Frisco Athletic Center, часто сокращаемый местными жителями до F.A.C.). Площадь внутренних водных сооружений составляет около 1700 м2, а уличных водных сооружений — около 3700 м2. К услугам жителей города высококлассные тренажёры и групповые занятия.
В городе расположен ряд спортивных сооружений, организаций и команд. В их числе одна из конференций NCAA, команда NHL, команда MLS, подразделение и команда младшей хоккейной лиги, команда младшей бейсбольной лиги, а также недавно созданная команда лиги развития NBA. Команда NFL Dallas Cowboys также планирует перебазироваться во Фриско в 2016 году.

### Спортивные сооружения
Во Фриско находятся бейсбольный стадион Dr Pepper Ballpark на 10 600 мест, названный лучшим новым бейсбольным стадионом в 2003 году и признанный лучшим архитектурным решением Техасской строительной ассоциацией. 6 августа 2005 был открыт стадион Пицца-Хат Парк, позже переименованный в Тойота Стэдиум. На стадионе, вмещающем 20 500 человек, играет свои домашние матчи команда FC Dallas, а также проводятся концерты и турниры местных школьных и студенческих команд. На Dr Pepper Arena проводят свои матчи баскетбольная команда Texas Legends и хоккейная Texas Tornado. Арена также используется как тренировочная база для команды NHL Dallas Stars.

### Американский футбол
К 2016 году должен быть построен новый комплекс для команды NFL Dallas Cowboys. Комплекс общей площадью 36,8 гектара будет включать в себя первоклассные объекты, необходимые для команды, тренировочные поля, отель класса люкс, сеть престижных магазинов и ресторанов, а также крытый манеж на 12 000 мест, в котором школьники старшей школы Фриско будут проводить свои домашние матчи сезона.

### Футбол
Команда MLS FC Dallas (более раннее название - Dallas Burn), которая раньше играла на стадионе Коттон-Боул в 2005 году переехала на Тойота Стэдиум. На стадионе также проводится молодёжный турнир Dallas Cup, в котором принимают участие команды со всего мира.

### Национальная ассоциация студенческого спорта
В городе находится штаб квартира Конференции Южных Земель англ. Southland Conference первого дивизиона NCAA. В 2010 году конференция сообщила, что лжтн из дивизионов чемпионата студенческих команд по американскому футболу (Football Championship Subdivision) будет проходить на арене Пицца-Хат-Парк. До этого чемпионат проводился в Чаттануге и Хантингтоне. Первый матч на стадионе Фриско прошёл 7 января 2011 года.

### Бейсбол
В Техасском AA дивизионе младшей бейсбольной лиги играет команда Frisco RoughRunners, фарм-клуб команды Техас Рейнджерс. Команда принимает гостей на стадионе Dr Pepper Ballpark, неоднократно получавшем признание и награды.

### Хоккей
В городе располагается штаб-квартира и тренировочная арена команды NHL Dallas Stars. C 2003 года Фриско также стал домашним городом для команды Texas Tornado из северо-американской хоккейной лиги (NAHL). Команда играет на стадионе Dr Pepper Arena. Вскоре после переезда команды, в город переехала и штаб-квартира лиги.

### Баскетбол
Также на Dr Pepper Arena играет баскетбольная команда лиги развития NBA, Texas Legends.

### Спортивные мероприятия старших школ
Каждая из старших школ независимого округа Фриско имеет программы для занятия футболом, американским футболом, бейсболом, баскетболом, софтболом, волейболом, легкой атлетикой, плаванием, гольфом, пауэрлифтингом, теннисом и реслингом.

### Прочее
Фриско располагает велотреком на открытом воздухе под названием Superdrome. В городе есть плавательный бассейн олимпийских размеров. В 1984 году в городе была основана Ассоциация бейсбола и софтбола Фриско (FBSA). Футбольная лига Фриско (FFL) является любительской лигой, в которой могут играть дети до поступления в школьную команду.